# Melittomma africanum
Melittomma africanum is een keversoort uit de familie Lymexylidae. De wetenschappelijke naam van de soort is voor het eerst geldig gepubliceerd in 1858 door Thomson.